# Campeonato Paulista de Futebol Feminino de 2015
O Campeonato Paulista de Futebol Feminino de 2015 foi a 23.ª edição do campeonato de futebol feminino organizado pela Federação Paulista de Futebol (FPF). Foi disputado entre 18 de abril e 6 de setembro e reuniu 14 equipes.

## Fórmula de disputa
- Primeira fase: Os clubes formarão 2 Grupos com 7 participantes, regionalizados e jogarão entre si, em turno e returno, classificando-se para a segunda fase os 4 melhores de cada grupo.
- Segunda fase: Os 8 clubes classificados formarão 4 grupos de 2 e jogarão entre si, em turno e returno. Classificando-se para a terceira fase o melhor colocado de cada grupo.
- Terceira fase: Os 4 clubes classificados formarão 2 grupos de 2 e jogarão entre si, em turno e returno. Classificando-se para a quarta fase o melhor colocado de cada grupo.
- Quarta fase: Os 2 clubes classificados jogarão entre si, em turno e returno, para definição de campeão e vice-campeão.

### Critérios de desempate
O desempate entre duas ou mais equipes na primeira fase seguiu a ordem definida abaixo:
1. Número de vitórias
2. Saldo de gols
3. Gols marcados
4. Menor número de cartões vermelhos recebidos
5. Menor número de cartões amarelos recebidos
6. Sorteio

## Participantes
| Equipe                | Cidade                | Estádio                    | Capacidade |
| --------------------- | --------------------- | -------------------------- | ---------- |
| América de São Manuel | São Manuel            | Dr. Adhemar de Barros      | 1.700      |
| Audax                 | Osasco                | José Liberatti             | 16.500     |
| Centro Olímpico       | São Paulo             | Distrital da Vila Guarani  | 500        |
| Ferroviária           | Araraquara            | Arena da Fonte Luminosa    | 20.950     |
| Francana              | Franca                | José Lancha Filho          | 14.686     |
| Guarani               | Campinas              | Leonardo Barbieri          | 7.320      |
| Portuguesa            | São Paulo             | CT Portuguesa              | 150        |
| Rio Preto             | São José do Rio Preto | Anísio Haddad              | 14.126     |
| Santos                | Santos                | CT Rei Pelé                | 500        |
| São Bernardo          | São Bernardo do Campo | Baetão                     | 6.315      |
| São Paulo             | São Paulo             | Complexo Social do Morumbi | 600        |
| São José              | São José dos Campos   | Martins Pereira            | 15.317     |
| Taubaté               | Taubaté               | Joaquim de Morais Filho    | 9.600      |
| XV de Piracicaba      | Piracicaba            | Barão de Serra Negra       | 18.000     |